# Manuel Gas Salvador
Manuel Gas Salvador   (Madrid, 5 de setembre de 1905 - 3 de desembre de 1995) va ser un cantant de sarsuela i òpera, en la tessitura de baix-baríton, i actor espanyol que va participar al voltant d'una seixantena de títols, entre pel·lícules i esporàdicament en sèries de televisió, entre les dècades de 1950 i 1980.

## Biografia
Tot i que va néixer a Madrid, sent molt petit, la seva família es va traslladar a Barcelona, on va transcórrer la major part de la vida.
Es va aficionar a la música, d'adolescent, escoltant peces de sarsuela al barceloní Teatro Victoria. Va començar els seus estudis de cant al Conservatori del Liceu, i després de preparar-se a consciència, un dels seus professors li va aconseguir un paper.
Va debutar amb l'òpera La favorita de Donizetti al Teatre Goya de Barcelona, i va repetir la mateixa obra a l'Olímpia, acompanyat aquesta vegada d'un tenor reconegut, Hipòlit Lázaro. Com d'altres, va viatjar a la ciutat santuari de l'òpera, Milà, per corroborar-hi el seu talent.
Va interpretar al Teatre de Como Il barbiere de Siviglia de Rossini, Carmen de Bizet, Lucia di Lammermoor, La resurrecció de Llàtzer i, de nou, La favorita.
En 1935 va tornar a Espanya contractat pel Gran Teatre del Liceu i, més tard, pel Teatre Tívoli. Tots dos teatres barcelonins van ser els seus més habituals escenaris durant els anys de la Guerra Civil. D'aquesta època van ser alguns dels seus triomfs més recordats: La forza del destino, Aida, ambdues de Verdi, Il barbiere di Siviglia o La princesa Margarida. En aquest teatre va treballar les temporades 1935-1936, 1938 (estrictament no va existir la temporada 1937-1938), 1938-1939, 1940-1941, 1947-1948 i 1959-1960.
En el gènere de la sarsuela, va debutar el 1940 amb La tabernera del puerto de Pablo Sorozábal. Amb aquesta obra es va presentar a diverses ciutats, entre elles Madrid, Barcelona i Palma. A partir de llavors es va convertir en un dels intèrprets més destacats del repertori del compositor basc.
El 1942 va actuar al Coliseum de Barcelona en l'opereta Black el payaso de Sorozábal i en els anys següents va estrenar dos populars sainets del mateix compositor: Don Manolito, amb Pepita Embil (esposa de Plácido Domingo i mare del famós tenor Plácido Domingo Embil) i Antonio Medio, al Teatre Reina Victoria, i La eterna canción, que també va estrenar a Buenos Aires. Durant aquesta dècada no va deixar de cantar òpera, sobresortint en Norma, de Bellini, al costat de Maria Caniglia.
Al començament de la dècada de 1950 va crear amb altres companys de professió diverses companyies d'òpera i sarsuela. Una d'elles, amb el nom de Tomás Bretón en honor al compositor homònim, que va fundar amb Albert Aguilá i Tomàs Álvarez, va obtenir grans èxits i va durar més una dècada.
En aquesta mateixa dècada va iniciar la seva carrera cinematogràfica, que es va prolongar durant els trenta anys següents, treballant en gairebé una seixantena de títols.
La seva carrera lírica va finalitzar després d'actuar la temporada 1972-1973 al Teatre Espanyol de Barcelona i la cinematogràfica el 1981 amb la pel·lícula Su majestad la risa.
Es va casar amb la ballarina de ballet líric Anna Cabré i Esteve. Van ser pares del músic Manuel Gas Cabré, conegut com a Manolo Gas, i de l'actor, director escènic i de cinema, doblador i productor Mario Gas Cabré.

## Filmografia completa
- Brigada criminal (1950)
- Almas en peligro (1952)
- El Judas (1952)
- Bronce y luna (1953)
- El sistema Pelegrín (1952)
- Mercado prohibido (1952)
- Persecución en Madrid (1952)
- Fantasía española (1953)
- El fugitivo de Amberes (1954)
- El presidio (1954)
- La canción del penal (1954)
- Sor Angélica (1954)
- Sucedió en mi aldea (1954)
- La melodía misteriosa (1955)
- Los agentes del quinto grupo (1955)
- Pleito de sangre (1955)
- Yo maté (1955)
- Escuela de Periodismo (1956)
- La pecadora (1956)
- Los ojos en las manos (1956)
- El azar se divierte (1957)
- El amor empieza en sábado (1958)
- El Niño de las Monjas (1958)
- Los cobardes (1959)
- Botón de ancla en color (1961)
- Las travesuras de Morucha (1962)
- Eva 63 (1963)
- José María (1963)
- Llegar a más (1963)
- Pacto de silencio (1963)
- Rififí en la ciudad (1963)
- Un puente sobre el tiempo (1964)
- Flor salvaje (1965)
- Historias de la televisión (1965)
- El primer cuartel (1966)
- Los chicos del Preu (1967)
- Elisabet (1968)
- De picos pardos a la ciudad (1969)
- Españolear (1969)
- La banda de los tres crisantemos (1969)
- El conde Drácula (1970)
- ¿Quién soy yo? (1970)
- Todos o ninguno (1970)
- El retorno de Clint el solitario (1972)
- Horror Story (1972)
- Judas... ¡Toma tus monedas! (1972)
- El último viaje (1973)
- Primavera mortal (1973)
- La muerte llama a las 10 (1974)
- Metralleta 'Stein' (1974)
- Las largas vacaciones del 36 (1976)
- Cambio de sexo (1977)
- La oscura historia de la prima Montse (1977)
- Vámonos, Bárbara (1978)
- Companys, procés a Catalunya (1979)
- Su majestad la risa (1981)